# Sân bay Bastia - Poretta
Sân bay Bastia - Poretta tên tiếng Pháp Aéroport de Bastia - Poretta (IATA: BIA, ICAO: LFKB) là một sân bay phục vụ Bastia trên đảo Corse. Sân bay này có cự ly 17 km (11 mi) về phía nam đông nam của Bastia ở Lucciana, cả hai đều thuộc tỉnh Haute-Corse của Pháp.

## Các hãng hàng không và tuyến bay
| Hãng hàng không                                    | Các điểm đến                                                       |
| -------------------------------------------------- | ------------------------------------------------------------------ |
| Air France                                         | Paris-Orly                                                         |
| Air France cung ứng bởi CCM Airlines               | Lyon, Marseille, Nice, Paris-Orly                                  |
| Air France cung ứng bởi Régional                   | Bordeaux, Clermont Ferrant, Lille, Nantes, Toulouse [theo mùa]     |
| Bmibaby                                            | East Midlands [seasonal; begins 30 May]                            |
| EasyJet                                            | Bristol, London-Gatwick, Lyon, Manchester, Paris-Charles de Gaulle |
| Germanwings                                        | Berlin-Schönefeld, Cologne/Bonn, Stuttgart [theo mùa]              |
| InterSky                                           | Friedrichshafen [theo mùa]                                         |
| Lufthansa Regional cung ứng bởi Eurowings          | Düsseldorf [theo mùa]                                              |
| Lufthansa Regional cung ứng bởi Lufthansa CityLine | Hamburg [theo mùa]                                                 |
| Luxair                                             | Luxembourg [theo mùa]                                              |
| Thomson Airways                                    | Birmingham [theo mùa], London-Gatwick [theo mùa]                   |
| Viking Airlines                                    | London-Gatwick                                                     |